# 江名子ばんどり

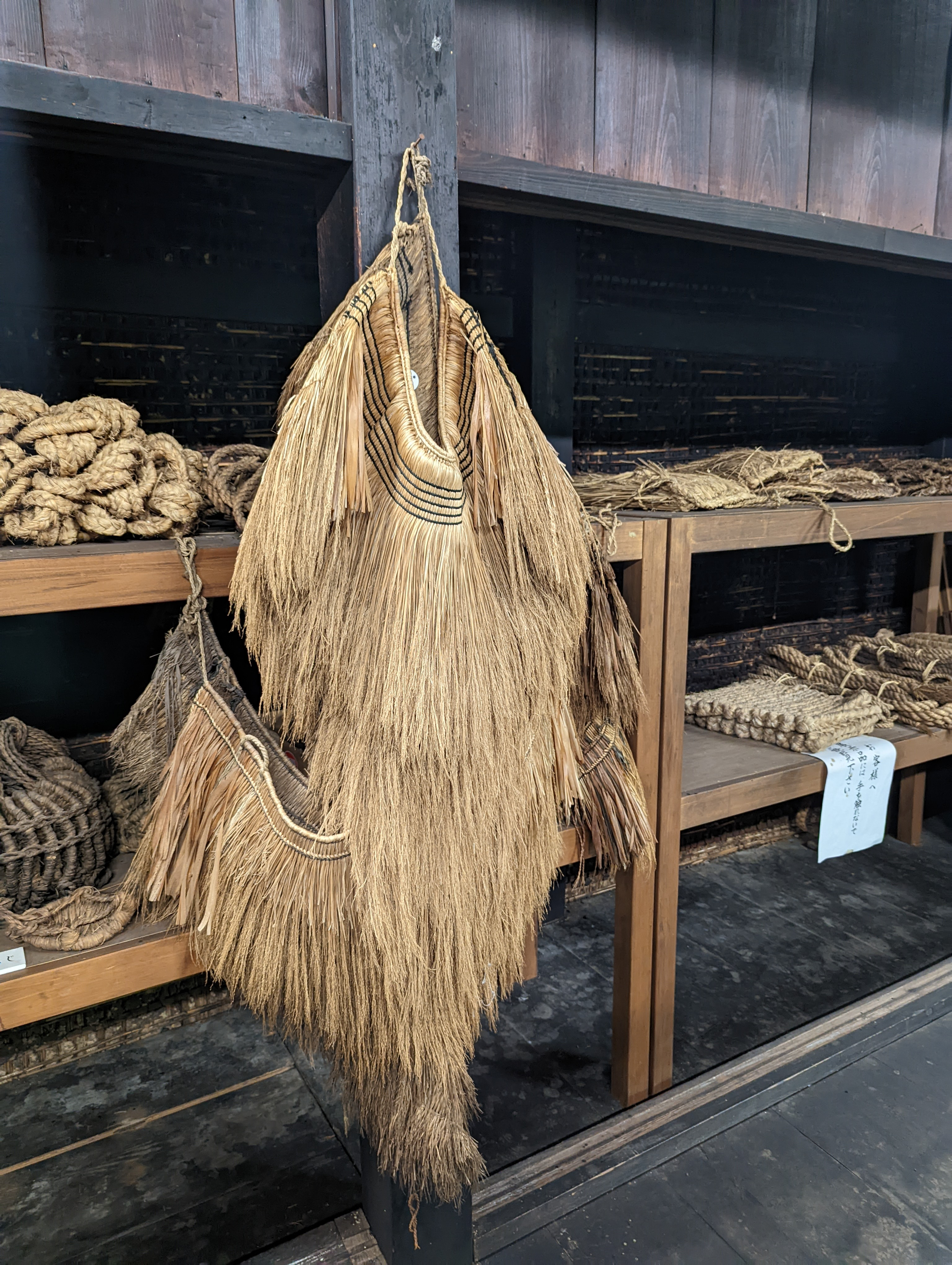

江名子バンドリ（えなこばんどり）、江名子ばんどりは、岐阜県高山市江名子の農家において農閑期の副業として江戸時代から生産されてきた蓑の一種。
製品としての江名子バンドリとその製作用具は、1975年（昭和50年）9月3日に日本国政府によって重要有形民俗文化財『飛騨の山村生産用具』（989点）の一部として指定された。更にその生産技術は『江名子バンドリの製作技術』として2007年（平成19年）3月7日に重要無形民俗文化財に指定された。保護団体は1993年（平成5年）に結成された江名子バンドリ保存会である。

## 製法
江名子は高山市街地の南東部に位置する稲作の盛んな地域で、その稲藁を利用して生産される蓑を江名子バンドリと称する。ニゴと呼ばれる稲藁の穂先と、あく抜きしたシナノキの内皮、泥染めされた麻縄を組み合わせて編む。熟練者でも一着編み上げるのに1日半から2日かかる。

## 名称
バンドリとはムササビを意味する飛騨地方（高山を含む岐阜県北部）方言で、越後（新潟県）から美濃（岐阜県南部）に用例が分布する。着用時の容姿がムササビに似ていることから、このように呼ばれるようになったとされる。肩に装着する部分と腰に装着する部分が別々になっていることから、地元では「コシハナレ」とも呼ばれる。なお北陸から山形県にかけても蓑をバンドリ（ばんどり）と呼び、福井県では「まんどり」とも呼ばれる。

## 歴史
地元の伝承や国学者田中大秀の記録によると、江名子で源十郎焼の窯を営んでいた加藤源十郎という陶工が江戸時代の寛文年間（1661-1673）、製法を農民たちに伝えたという。
近代的な雨具が普及した近現代においては実用品としての需要は激減し、製作できる人もほとんどいなくなったが、高山で一月に開かれる「二十四日市」において販売・公開されている。民俗資料館「飛騨の里」ても製作実演（不定期）や着用体験、製品の見学ができる。